# Fiddle About
Pistes de Tommy
Do You Think It's Alright? Pinball Wizard
Fiddle About est une chanson du groupe de rock britannique The Who. Elle apparaît sur leur premier opéra-rock, Tommy (1969) et a été écrite par le bassiste John Entwistle. 
Dans la chanson précédente, Do You Think It's Alright?, les parents de Tommy discutaient pour savoir si oui ou non ils devraient confier leur enfant à l'oncle Ernie. Dans cette chanson, Tommy est victime d’abus sexuel de la part de son « mauvais » (wicked) oncle Ernie. 
Le côté érotique de la chanson peut sembler implicite au premier abord, l'expression to fiddle about étant polysémique : les sens courants sont « jouer », « faire le fou », « bricoler », etc., mais on peut bel et bien soupçonner qu'il signifie ici « tripoter ».
C'est le batteur Keith Moon qui joue le rôle de l'oncle Ernie dans l'adaptation en film de Tommy.
Pete Townshend demanda à Entwistle d'écrire cette chanson. Entwistle a trouvé le texte de Fiddle About alors qu'il cherchait sa chambre au "Pontchatrain Hotel" de Détroit, le 13 juillet 1968. 
La chanson est caractérisée par une suite d'accords étranges, typiques de l'écriture d'Entwistle, ainsi que, chose inhabituelle dans la discographie des Who, une signature rythmique irrégulière, alternant deux mesures de 4/4 puis 3 mesures de 3/4. Le cor est très présent, bien qu'il ne fasse que doubler la basse.
La chanson fut souvent jouée en live, comme d'autres chansons de l'album. Habituellement, elle était chantée par son compositeur, John Entwistle, mais depuis le film Tommy (où l'oncle Ernie était joué par Keith Moon), c'est le batteur qui assura la partie vocale, ajoutant des éclats de rires hystériques et quelque peu effrayants, à la manière de la version du film.